# John Skelton
Pour le joueur de football américain, voir John Skelton (football américain).
Pour les articles homonymes, voir Skelton.
John Skelton ou John Shelton (vers 1463–1529) est un poète anglais.

## Biographie
Probablement originaire de Diss dans le Norfolk, il étudie à Cambridge. D'abord protégé par Margaret Beaufort, la mère d'Henri VII, il est nommé ensuite tuteur du prince Henri, le futur Henri VIII. Il est ordonné prêtre en 1498. Tombé en disgrâce en 1502, il se retire vers 1504 à Diss, où il conserve de le bénéfice de la cure toute la durée de sa vie. Il y est source de scandale par ses satires et sa vie privée, si bien que l'évêque du lieu doit le suspendre temporairement.
Bien qu'il ait fréquemment fait mention des titres de regius orator et de poète lauréat, aucune trace n'est conservée qu'il ait été nommé à ces dignités. 
Il est considéré comme le premier grand poète anglais de la Renaissance anglaise. Il utilise habituellement un vers de six syllabes en rimes libres, et son style est mordant, voire brutal.